# گلادیاتور ۲
گلادیاتور ۲ (انگلیسی: Gladiator 2) یک فیلم اکشن تاریخی حماسی آمریکایی محصول سال ۲۰۲۴ به کارگردانی و تهیه‌کنندگی ریدلی اسکات است. فیلم‌نامهٔ این فیلم به‌دست دیوید اسکارپا نوشته شد و بر اساس داستانی از اسکارپا و پیتر کریگ بود. این فیلم دنبالهٔ گلادیاتور (۲۰۰۰) محسوب می‌شود و به‌وسیلهٔ اسکات فری پروداکشنز تولید و به‌وسیلهٔ پارامونت پیکچرز توزیع شد. پل مسکال، پدرو پاسکال، جوزف کوئین، فرد هچینگر، لیور راز، درک جاکوبی، کانی نیلسن و دنزل واشینگتن در این فیلم بازی می‌کنند. جاکوبی و نیلسن نقش‌های خود از فیلم نخست را تکرار می‌کنند و مسکال جایگزین اسپنسر تریت کلارک می‌شود.
در ژوئن ۲۰۰۱ دربارهٔ ساخت دنباله‌ای بر گلادیاتور گفتگو شد و دیوید فرانزونی و جان لوگان قرار بود به عنوان فیلم‌نامه‌نویس بازگردند. طی چند سال بعدی، اسکات به‌روزرسانی‌های گاه‌به‌گاهی را ارائه می‌داد، که یکی از آن‌ها احتمال دخیل بودن بازیگر اصلی فیلم نخست، راسل کرو، همراه با ایده‌های داستانی دربارهٔ زندگی پس از مرگ و دوره‌های زمانی مختلف تاریخی بود. زمانی که دریم‌ورکس حق مالکیت را در سال ۲۰۰۶ به پارامونت فروخت، مراحل توسعه متوقف شد. سرانجام این فیلم در سال ۲۰۱۸ اعلام شد و مسکال برای نقش اصلی در ژانویهٔ ۲۰۲۳ همراه با فیلم‌نامه‌ای به نویسندگی اسکارپا انتخاب شد. دیگر بازیگران طی چند ماه آینده قرارداد امضا کردند. مراحل فیلمبرداری میان ژوئن ۲۰۲۳ تا ژانویه ۲۰۲۴ با پنج ماه وقفه به دلیل اختلافات کارگری هالیوود در سال ۲۰۲۳ انجام شد.
گلادیاتور ۲ نخستین نمایش جهانی خود را در سیدنی استرالیا در ۳۰ اکتبر ۲۰۲۴ داشت و سپس در ۱۵ نوامبر در بریتانیا و در ۲۲ نوامبر در ایالات متحده اکران شد. این فیلم نقدهای عموماً مثبتی از منتقدان دریافت کرد و بیش از ۴۶۰ میلیون دلار فروخته است. این فیلم از سوی هیئت ملی بازبینی به عنوان یکی از ده فیلم برتر سال ۲۰۲۴  انتخاب شد و در هشتاد و دومین مراسم گلدن گلوب در دو رشتهٔ دست‌آورد سینمایی و گیشه و بهترین بازیگر نقش مکمل مرد برای واشینگتن نامزد شد.

## داستان
شانزده سال پس از مرگ مارکوس آئورلیوس، رم تحت حاکمیت امپراتوران دوقلوی فاسد گتا و کاراکالا است. در پادشاهی نومیدیا در شمال آفریقا، پناهنده‌ای به‌نام هانو با همسرش آریشات زندگی می‌کند. ارتش روم به رهبری ژنرال آکاسیوس این پادشاهی را فتح می‌کند و آریشات را می‌کشد و هانو و سایر بازماندگان را به بردگی می‌برد. بردگان به استیا فرستاده می‌شوند؛ رومی‌ها بردگان را در مقابل بابون‌های وحشی قرار می‌دهند تا آن‌ها را به عنوان گلادیاتورهای احتمالی به چلش بکشند. هانو به‌طرز وحشیانه‌ای یک بابون را می‌کشد و ارباب اصطبل، ماکرینوس، را تحت تأثیر قرار می‌دهد. ماکرینوس به هانو قول می‌دهد در صورت پیروزی در مبارزه‌ها، فرصتی برای کشتن ژنرال آکاسیوس فراهم کند.
آکاسیوس به عنوان قهرمان جنگ به رم بازمی‌گردد. گتا و کاراکالا بازی‌های گلادیاتوری را در کولوسئوم برپا می‌کنند تا پیروزی او را جشن بگیرند. آکاکیوس که از جنگ سرخورده شده بود، با همسرش لوسیلا، دختر آئورلیوس، درخواست استراحت می‌کند، اما امپراتوران مخالف هستند و دستور فتح ایران و هند را می‌دهند. سناتور تراکس یک مهمانی برای امپراتورها برپا می‌کند و یک دوئل گلادیاتوری را به عنوان سرگرمی برگزار می‌کند. پس از پیروزی هانو، او آیه‌ای از انئید اثر ویرژیل را می‌خواند و تحصیلات رومی خود را برای امپراتورها آشکار می‌کند که باعث شک ماکرینوس می‌شود. آکاسیوس و لوسیلا با تراکس و سناتور گراکوس برای سرنگونی امپراتوران و بازگرداندن جمهوری روم توطئه می‌کنند.
هانو در کولوسئوم از گلادیاتور افسانه‌ای فقید ماکسیموس تقلید می‌کند تا در مبارزات پیروز شود. لوسیلا متوجه می‌شود که هانو پسرش لوسیوس وروس است که در کودکی او را فرستاد تا از او در برابر رقبای تاج و تخت محافظت کند. لوسیوس طی یک نبرد دریایی در کولوسئوم، گلادیاتورها را به پیروزی می‌رساند و کمان پولادی را به سمت آکاسیوس تماشاگر شلیک می‌کند اما موفق به کشتن او نمی‌شود. لوسیلا به ملاقات لوسیوس می‌رود و سعی می‌کند دوباره با او ارتباط برقرار کند، اما لوسیوس با عصبانیت او را رد می‌کند. او از اینکه مجبور به فرار از رم شده و شوهر جدیدش باعث مرگ آریشات شده ناراحت است. لوسیلا به لوسیوس فاش می‌کند که او پسر ماکسیموس است و به او می‌گوید از نیروی پدرش برای زنده ماندن استفاده کند.
راوی، پزشک گلادیاتورها، با لوسیوس دوست می‌شود و زیارتگاهی را به لوسیوس نشان می‌دهد که شامل شمشیر و زره ماکسیموس است. لوسیلا و آکاسیوس برای آزادی لوسیوس به عنوان بخشی از نقشه خود برای خلع امپراتوران از سلطنت توطئه می‌کنند. با این حال، ترکس، که به ماکرینوس بدهکار است، او را از توطئه آگاه می‌سازد. لوسیلا و آکاسیوس به جرم خیانت دستگیر می‌شوند. ماکرینوس به امپراتورها توصیه می‌کند که آکاسیوس را در کولوسئوم بکشند و ترتیبی می‌دهد که لوسیوس با او بجنگد. پس از درگیری کوتاه، آکاسیوس تسلیم لوسیوس می‌شود و عشق و احترام خود را به لوسیلا و ماکسیموس ابراز می‌کند. لوسیوس از اعدام آکاسیوس امتناع می‌ورزد اما گارد پرتورین به دستور امپراتورها او را اعدام می‌کند و مردم را به شورش وامی‌دارد. وقتی ماکرینوس امتناع لوسیوس از کشتن آکاسیوس را زیر سؤال می‌برد، لوسیوس استدلال می‌کند که رم می‌تواند مکان بهتری باشد.
ماکرینوس کاراکالا را فریب می‌دهد تا باور کند که گتا او را به خاطر شورش سرزنش می‌کند. کاراکالا با کمک ماکرینوس گتا را می‌کشد. لوسیلا و لوسیوس آشتی کردند. او انگشتر پدرش که متعلق به ماکسیموس و آکاسیوس بود را به او می‌دهد. کاراکالا که به‌طور فزاینده‌ای دچار توهم می‌شود، میمون خانگی خود را به عنوان کنسول در کنار ماکرینوس انتخاب می‌کند. ماکرینوس سنا را متقاعد می‌کند که می‌تواند نظم را بازگرداند و کنترل گارد پرتورین را به دست می‌گیرد. او به لوسیلا می‌گوید که برده‌ای تحت حکومت آئورلیوس بوده است و عهد می‌کند که با امپراتور شدن، انتقام خود را بگیرد. ماکرینوس کاراکالا را متقاعد می‌کند که لوسیلا را در کولوسئوم اعدام کنند و فقط لوسیوس از او دفاع کند؛ او امیدوار است که مرگ آن‌ها باعث شورش دیگری شود که سنا با اعدام کاراکالا شورش آرام خواهد کرد.
لوسیوس راوی را با حلقه می‌فرستد تا از لژیون‌های آکاسیوس در خارج از روم درخواست کمک نظامی کند. لوسیلا با سناتورهایی که با آنها توطئه کرده بود به کولوسئوم آورده می‌شود، در حالی که لوسیوس گلادیاتورها را جمع می‌کند تا علیه بردگانشان شورش کنند. او با شمشیر و زره ماکسیموس، گلادیاتورها را برای دفاع از لوسیلا در برابر اعدام لوسیلا رهبری می‌کند. گراکوس در حمله کشته می‌شود، در حالی که ماکرینوس کاراکالا را می‌کشد و با تیرکمان شلیک مرگباری به لوسیلا می‌کند. ماکرینوس که لوسیوس در حال تعقیب اوست، از شهر آشوب‌زده خارج می‌شود.
سپاه آکاسیوس و گارد پرتورین ماکرینوس در خارج از روم با هم روبه‌رو می‌شوند. برای توقف نبرد، لوسیوس و ماکرینوس دوئل می‌کنند. اگرچه ماکرینوس نزدیک بود که لوسیوس را بکشد، اما لوسیوس ماکرینوس را می‌کشد و هویت خود را به عنوان وارث امپراتوری فاش می‌کند و هر دو ارتش را متقاعد می‌سازد تا با او رم متحد را بسازند. بعداً لوسیوس در کولوسئوم برای پدر و مادرش سوگواری می‌کند.

## بازیگران
- پل مسکال در نقش لوسیوس. این شخصیت پیش‌تر به‌وسیلهٔ اسپنسر تریت کلارک در گلادیاتور به تصویر کشیده شده بود.
- دنزل واشینگتن در نقش ماکرینوس: (بر اساس شخصیت تاریخی ماکرینوس) برده سابق که قصد دارد رم را کنترل کند.
- پدرو پاسکال در نقش ژنرال آکاسیوس
- جوزف کوئین در نقش امپراتور گتا
- فرد هچینگر در نقش امپراتور کاراکالا
- کانی نیلسن در نقش لوسیلا، مادر لوسیوس. لوسیلا خواهر بزرگتر کومودوس بود.
- درک جاکوبی در نقش سناتور گراکوس، عضو سنای روم
- لیور راز
- پیتر منسا
- مت لوکاس
- می قلماوی
- تیم مک‌اینرنی

## تولید

### توسعه
در ژوئن ۲۰۰۱، مراحل توسعهٔ ادامهٔ گلادیاتور در قالب پیش‌درآمد یا دنباله آغاز شد. دیوید فرانزونی بار دیگر برای نوشتن فیلم‌نامه وارد مذاکره شد. سال بعد، اعلام شد که دنباله‌ای با حضور جان لوگان به عنوان فیلم‌نامه‌نویس پیگیری می‌شود. این داستان که پانزده سال بعد از فیلم نخست اتفاق می‌افتد، شامل فرمانروایی گاردهای پرایتوری بر روم و لوسیوس مسن‌تر بود که در جستجوی حقیقت در مورد پدر بیولوژیکی خود بود. فرانزونی در کنار داگلاس ویک و والتر پارکس به عنوان تهیه‌کننده قرارداد امضا کرد. در دسامبر ۲۰۰۲، طرح فیلم شامل وقایع پیش‌درآمد در مورد والدین لوسیوس و همچنین رویدادهای دنباله‌ای که عمر دوبارهٔ ماکسیموس را به تصویر می‌کشد، اعلام شد. تهیه‌کنندگان و راسل کرو مشترکاً در مورد باورهای روم باستان در مورد زندگی پس از مرگ تحقیق کردند. در سپتامبر ۲۰۰۳، ریدلی اسکات اعلام کرد که فیلم‌نامه کامل شده است و داستان اساساً حول محور پسر مخفی ماکسیموس، یعنی لوسیوس خواهد بود.
در مهٔ ۲۰۰۶، اسکات گفت که توسعهٔ پروژه ادامه دارد و داستانِ دقیقِ فیلم هنوز مشخص نشده است. او افزود تمام ذهن‌های خلاقی که در گلادیاتور دخیل بودند، در حال تلاش هستند چطور از جایی که داستان متوقف شده است، ادامه دهند. اسکات گفت، کرو برای بازگرداندن ماکسیموس به زندگی، به مولفه‌ای فانتزی علاقه‌مند است. اسکات معتقد بود رویکرد داستانی-تخیلی مبتنی بر تاریخ گزینه بهتری است. در حالی که او بر این باور بود این فیلم ساخته نخواهد شد، داستانی را تأیید کرد که لوسیوس پسر ماکسیموس و لوسیلا است و در عین حال به فیلم‌نامه‌ای پیچیده‌تر نیاز است. در این مدت، نیک کیو برای نوشتن پیش‌نویس جدید فیلم‌نامه انتخاب شد. بعدتر مشخص شد که این اثر تحت عنوان کاری «قاتل مسیح» نوشته شده است. کیو این طرح را، داستان «خدایان در برابر معبود در برابر انسانیت» توصیف کرد. مقدمهٔ داستان اینطور بود که ماکسیموس در برزخ بود و به‌عنوان جنگجوی جاودانه برای خدایان رومی زنده شد. در پیش‌نویس، ماکسیموس به زمین فرستاده می‌شود و وظیفه دارد با کشتن عیسی مسیح و شاگردانش، تداوم مسیحیت را متوقف کند، زیرا مسیحیت به تدریج قدرت و حیات خدایان باستانی پیگن را از بین می‌برد. ماکسیموس در طول مأموریت خود فریب خورده تا پسرش را به قتل برساند. او نفرین شده بود تا همیشه زنده بماند؛ فیلم‌نامه کیو شامل نبرد ماکسیموس در میان جنگ‌های صلیبی، جنگ جهانی دوم و جنگ ویتنام بود. پایان آن نشان می‌دهد که در دوره مدرن امروزی، این شخصیت اکنون در پنتاگون کار می‌کند. این فیلم‌نامه در نهایت رد و کنار گذاشته شد.
پس از تجربه مشکلات مالی در دههٔ ۲۰۰۰، دریم‌ورکس پیکچرز — که حق انتشار گلادیاتور و سایر مجموعهٔ سینمایی لایواکشن قبل از ۲۰۰۶ را داشت — در سال ۲۰۰۶ به پارامونت پیکچرز فروخته شد و ساخت دنباله متوقف شد. در مارس ۲۰۱۷، اسکات گفت که مشکلات معرفی مجدد ماکسیموس، زمانی که شخصیت کشته شده است، حل شده است. او برای آیندهٔ پروژه ابراز اشتیاق کرد، و مذاکرات با راسل کرو برای اجرای مجدد نقش او ادامه داشت. در نوامبر ۲۰۱۸، اعلام شد که پارامونت به‌طور رسمی برای توسعه دنباله چراغ سبز نشان داده است. اسکات با فیلم‌نامه‌ای که به‌دست پیتر کریگ نوشته شده بود، در مراحل اولیه مذاکرات بود تا بار دیگر به‌عنوان کارگردان کار کند. اسکات علاوه بر این، در کنار داگ ویک، لوسی فیشر، والتر پارکز و لوری مک‌دونالد تهیه‌کننده خواهد بود. این پروژه، تولیدی مشترک بین پارامونت، اسکات فری پروداکشنز و پارکز/مک‌دونالد پروداکشنز است و یونیورسال پیکچرز شریک مالی مشترک خواهد بود. تا ژوئن ۲۰۱۹، تهیه‌کنندگان اظهار داشتند: «... ما دست نمی‌زنیم مگر اینکه احساس کنیم انجام آن مشروع بود.» آن‌ها همچنین در مصاحبه اعلام کردند که فیلم‌نامه فعلی ۲۵ تا ۳۰ سال پس از فیلم نخست جریان دارد. طرح داستان حول محور لوسیوس خواهد بود.
در آوریل ۲۰۲۱، کریس همسورث قصد داشت فیلم را مشترکاً تهیه کند و برای دخیل شدن به پروژه، به کرو مراجعه کرد. این دو بازیگر حین کار در بر روی ثور: عشق و تندر (۲۰۲۲)، ایده‌های دیگری را برای این فیلم به اشتراک گذاشتند. تا سپتامبر ۲۰۲۱، اسکات گفت که یک بار دیگر فیلم‌نامه در حال بازنویسی است و قصد دارد پس از اتمام تولید پروژه وقت خود، یعنی ناپلئون، دنباله آن را کارگردانی کند. در نوامبر، مشخص شد که دیوید اسکارپا که با اسکات در فیلم ناپلئون کار می‌کرد، در حال بازنویسی فیلم‌نامه است.
در ابتدا به بودجهٔ ساخت ۱۶۵ میلیون دلاری چراغ سبز نشان داده شد. هزینهٔ فیلم تا پایان فیلمبرداری ۳۱۰ میلیون دلار گزارش شد. پارامونت اصرار داشت که هزینه خالص از ۲۵۰ میلیون دلار بیشتر نشود. ددلاین هالیوود بودجهٔ خالص فیلم را ۲۱۰ میلیون دلار گزارش داد.

### پیش‌تولید
در ژانویه ۲۰۲۳، پل مسکال برای بازی در این فیلم انتخاب شد. گزارش شد که آرتور مکس و جنتی ییتس، به‌ترتیب طراح تولید و طراح صحنه و لباس فیلم، نیز برای کار بر روی دنباله بازخواهند گشت. آستین باتلر، تیموتی شالامی، ریچارد مدن، و مایلز تلر نیز برای نقش اصلی در نظر گرفته شده بودند و شالامی و تلر در کنار مسکال فینالیست شدند. در مارس، بری کیوگن برای پیوستن به بازیگران در نقش امپراتور گتا وارد مذاکره شد. دنزل واشینگتن نیز به بازیگران پیوست. علاوه بر این، جان ماتیسون قرار بود به عنوان فیلم‌بردارِ این فیلم بازگردد.
در آوریل ۲۰۲۳، اعلام شد که کانی نیلسن و جایمن هانسو به ترتیب در نقش لوسیلا و جوبا را ایفا خواهند کرد؛ جوزف کوئین در نقش امپراتور کاراکالا به بازیگران ملحق شد. در مهٔ ۲۰۲۳، پدرو پاسکال، می قلماوی، لیور راز، درک جاکوبی، پیتر منسا و مت لوکاس به بازیگران فیلم پیوستند. پس از اینکه کیوگن مجبور شد به دلیل برنامه‌ریزی‌هایش از پروژه کنار برود، فرد هچینگر برای بازی در نقش گتا وارد مذاکره شد. ژاکوبی بار دیگر نقش سناتور گراکوسِ فیلم نخست را ایفا می‌کند.

### فیلمبرداری
انتظار می‌رفت که مراحل تولید در مهٔ ۲۰۲۳ آغاز شود و ورززات، مراکش به‌عنوان محل فیلم‌برداری مورد استفاده قرار بگیرد. ساخت دکور در آوریل همان سال در این شهر آغاز شد. فیلم‌برداری در ژوئن ۲۰۲۳ آغاز شد. مکان‌های فیلمبرداری اضافی در مالت و بریتانیا برای چهار ماه آینده برنامه‌ریزی شده بود. حادثهٔ آتش‌سوزی در حین فیلم‌برداری که در ۷ ژوئن رخ داد، باعث آسیب به شش نفر از عوامل شد. فیلم‌برداری در ژوئیه به‌سبب اعتصابات ۲۰۲۳ سگ-افترا به‌حالت تعلیق درآمد. فیلم‌برداری در ۴ دسامبر در مالت از سر گرفته شد، و در ۱۷ ژانویه ۲۰۲۴ به پایان رسید.

## انتشار
گلادیاتور ۲ در ۱۵ نوامبر ۲۰۲۴ در سطح بین‌المللی (از جمله بریتانیا) و در ۲۲ نوامبر ۲۰۲۴ به‌وسیلهٔ پارامونت پیکچرز در ایالات متحده اکران شد. یونیورسال پیکچرز از تأمین مالی این دنباله یا توزیع آن در خارج از کشور مانند نخستین فیلم خودداری کرد و تنها پارامونت توزیع‌کننده جهانی بود.
نسخهٔ دانلود دیجیتالی گلادیاتور ۲ در ۲۴ دسامبر ۲۰۲۴ منتشر شد.

### درجه‌بندی
به‌دلیل «خشونت خونین فراوان»، به گلادیاتور ۲ مانند فیلم نخست از سوی انجمن سینمایی آمریکا درجه‌بندی R داده شد. اسکات بر خلاف دیگر فیلم‌های گذشته خود اعلام کرده است که گلادیاتور ۲ نسخهٔ برش کارگردان نخواهد داشت.

## بازخورد

### واکنش انتقادی
در وبگاه جمع‌آوری نقد راتن تومیتوز، ٪۷۱ از ۳۳۳ بررسی منتقدان مثبت است و میانگینِ امتیاز آن ۶٫۶/۱۰ است. اجماع این وبگاه چنین می‌نویسد: «گلادیاتور ۲ با انعکاس نسخه قبلی خود در حالی که ورزش کشتار و اغراق را بالا می‌برد، یک گزاف‌گویی اکشن است که بخش زیادی از قدرت و افتخار خود را از اجرای سکانس‌دزدِ دنزل واشینگتن به‌دست می‌آورد.» این فیلم در متاکریتیک که از میانگین وزنی استفاده می‌کند، بر اساس نظر ۶۲ منتقدین امتیاز ۶۴ از ۱۰۰ را کسب کرده که نشان‌گر «نقدهای عموماً مطلوب» است. تماشاگران شرکت‌کننده در نظرسنجی سینماسکور به فیلم میانگین نمرهٔ «B» از A+ تا F دادند (پایین‌تر از A فیلم نخست). آن‌هایی که در نظرسنجی پست‌ترک شرکت کردند، نمرهٔ کلی ۷۷ درصد مثبت به فیلم دادند و ۶۴ درصد گفتند حتماً آن را توصیه می‌کنند.
راتن تومیتوز گزارش داد که منتقدان اکشن، اجراها، داستان و جلوه‌های بصری را ستایش کردند، اما برخی استدلال کردند فیلم «از نظر طرح داستانی در واقع بیش از حد شبیه به نسخه قبلی خود است». به‌طور مشابه، متاکریتیک بیان کرد بیشتر منتقدان بر این باور بودند که این فیلم تحت شعاع نسخهٔ احساسی‌تر و در نهایت برتر فیلم نخست قرار دارد. واکنش‌های اولیه در نخستین نمایش فیلم در استودیو پارامونت در لس آنجلس در ۱۸ اکتبر ۲۰۲۴ مثبت بود. منتقدان کارگردانی اسکات، صحنه‌های مهم، سکانس‌های نبرد و بازی‌های مسکال و واشینگتن را ستایش و اشاره کردند که اسکات و واشینگتن می‌توانند نامزد جوایز اسکار شوند، اما عده‌ای احساس کردند این فیلم هنگام مقایسه با قسمت نخست فاقد جذبهٔ احساسی است.
اسکات منزل، منتقد سینما، این فیلم را بهترین فیلم اسکات از زمان مریخی (۲۰۱۵) دانست و آن را «نمایش اکشن بزرگ، خونین و با ابهت» عنوان کرد که بر میراث فیلم اصلی بنا شده است.

## دنباله احتمالی
در سپتامبر ۲۰۲۴، اسکات اعلام کرد که در حال نوشتن فیلم‌نامه‌ای برای فیلم سوم است و تحقق آن به استقبال از قسمت دوم بستگی دارد. این طرح با عنوان گلادیاتور ۳ ادامه ماجراهای لوسیوس وروس را دنبال می‌کند. با تشبیه پایان گلادیاتور ۲ به پدرخوانده: قسمت دوم (۱۹۷۴)، فیلم‌ساز گفت که فیلم بعدی درک شخصیت را بررسی می‌کند که اکنون وظیفه دارد شهرت مداومی داشته باشد که خودش نمی‌خواهد. اسکات بعداً گفت که فیلم در مراحل اولیه توسعه قرار دارد و قصد دارد پروژه بعدی باشد که روی آن کار می‌کند، اگرچه ماه بعد به نیویورک تایمز گفت که پروژه‌های بعدی‌اش پس از گلادیاتور ۲ فیلم بیوگرافی بی جیز و اقتباس رمان علمی تخیلی The Dog Stars خواهد بود.